# Контролограф
 Контролограф  спеціального приладу, який дозволяє дослідити психофізичні та психологічні параметри людини. 
У 1949−1959 рр. Цурковський Ярослав Іванович — викладач кафедри психології і педагогіки Львівського інституту фізичної культури створив контролограф нового покоління, обґрунтував теорію психічної контрольності, проводив масові дослідження психічних контрольних процесів у спортсменів, опублікував ряд своїх наукових праць.У 1960-х рр. Я. І. Цурковський — завідувач першої в СРСР експериментальної лабораторії психофізіології, психології та умов праці Львівського заводу автонавантажувачів (1961−1971). За здобутки в цій галузі удостоєний золотої медалі ВДНГ СРСР (1967). У цей же час за його ініціативою було налагоджено серійне виробництво контролографів на Львівському заводі «Ремпобуттехніка» і протягом багатьох років вони використовувалися як для проведення наукових досліджень, так і потреб народно господарської діяльності: від обстеження космонавтів, машиністів поїздів та водіїв автобусів — до проведення професійної орієнтації випускників шкіл.